# Кума (река, впадает в Каспийское море)
Кума́ (абаз. Гвым, кабард.-черк. Гум, карач.-балк. Къум, кум. Кум, ног. Куьми, чечен. ГӀум-хи) — река на Северном Кавказе. Длина 802 км, бассейн 33,5 тыс. км². Основные притоки: правые — Подкумок, Золка, Дарья; левые — Суркуль, Сухой и Мокрый Карамыки, Томузловка, Мокрая Буйвола.

## Этимология
Название восходит к тюркскому слову «кум» («песок»). В своём нижнем течении Кума действительно протекает по пескам. В XI—XIII веках вдоль её берегов располагались половецкие ставки, из-за чего некоторые отождествляют название реки с самоназванием половцев — «куманы».
Также возможно, что название реки эволюционировало из другого тюркского слова: къум в значении «волна», позже стало гум со значением «вода, река», а в конечном итоге, после выхода этого термина из употребления, превратился в гидроним Кума.

## Характеристики
Кума берёт начало на северном склоне Скалистого хребта, на востоке Карачаево-Черкесии. До Минеральных Вод Кума — буйная горная река. С выходом на равнину приобретает спокойный характер с множеством меандров (ериков). При выходе на Прикаспийскую низменность разбивается за городом Нефтекумск на несколько рукавов, которые как правило не достигают Каспийского моря.
Питают реку главным образом атмосферные осадки. Среднегодовой расход воды — 10-12 м³/с у станицы Суворовской. Вода Кумы отличается большой мутностью (за год выносится около 600 тыс. т взвешенного материала) и широко используется для орошения (Терско-Кумский и Кумо-Манычский каналы). Сток в среднем и нижнем течениях зарегулирован Отказненским водохранилищем (у села Отказное). В летний меженный период Кума разбирается на полив в богатой Кумской долине (от станицы Суворовской до города Нефтекумска).
Ледостав длится от конца ноября — начала декабря до начала марта. В прошлом были характерны высокие весенние паводки.

## Поселения
На Куме расположены поселения, насчитывающие более десяти тысяч жителей: города Будённовск, Зеленокумск, Минеральные Воды и Нефтекумск, станицы Александрийская, Бекешевская и Суворовская, села Архангельское, Краснокумское, Левокумское, Прасковея и Солдато-Александровское, а также несколько десятков менее населённых поселений общей численностью в 350 тысяч человек.